# 1957 في البرتغال
فيما يلي قوائم الأحداث التي وقعت خلال عام 1957 في البرتغال.

## رياضة
- 1 يناير – الدوري البرتغالي الممتاز 1957-58 الفائز سبورتينغ لشبونة.

## مواليد

### يناير
- 12 يناير – أنطونيو فيتورينو سياسي برتغالي.
- 29 يناير – جواو فايل دي ألميدا
- 31 يناير – أنتونيو فيلوسو لاعب كرة قدم.

### فبراير
- 25 فبراير – سيرجيو ماركيز سياسي برتغالي.

### مارس
- 15 مارس – خواكيم دي ألميدا ممثل برتغالي.

### أبريل
- 6 أبريل – فريديريكو روزا لاعب كرة قدم برتغالي.
- 21 أبريل – فيتور ميلو بيريرا حكم كرة قدم برتغالي.
- 28 أبريل – أنتونيو سوزا لاعب كرة قدم برتغالي.

### مايو
- 17 مايو – خوسيه سانتانا

### يوليو
- 16 يوليو – أنطونيو موتا
- 30 يوليو – روي ڨيلوزو مغني برتغالي.

### أغسطس
- 6 أغسطس – روي ريو سياسي برتغالي.
- 11 أغسطس – جوني فيريرا عازف ساكسفون كندي.

### سبتمبر
- 4 سبتمبر – ريجينا كيمارايس كاتبة برتغالية.
- 5 سبتمبر – لويس ماركيز مينديز سياسي برتغالي.
- 6 سبتمبر – جوزيه سوكراتيس

### أكتوبر
- 29 أكتوبر – خوسيه أنتونيو بارغييلا لاعب كرة قدم برتغالي.

### نوفمبر
- 2 نوفمبر – خوسيه ريبيرو لاعب كرة قدم برتغالي.

### ديسمبر
- 7 ديسمبر – مانويلا برافو مغنية برتغالية.
- 24 ديسمبر – أنتونيو أندري لاعب كرة قدم برتغالي.

## وفيات

### أكتوبر
- 18 أكتوبر – فيتورينو كيمارايس (مواليد 1876) سياسي برتغالي.